# 唐松尾山
唐松尾山（からまつおやま）は、埼玉県秩父市・山梨県甲州市の県境にある標高2,109.2mの山である。奥秩父の山域の主脈の一つ。
植林により、かつて山一帯がカラマツ（針葉樹マツ科カラマツ属）林だったことから名が付いた、といわれる。

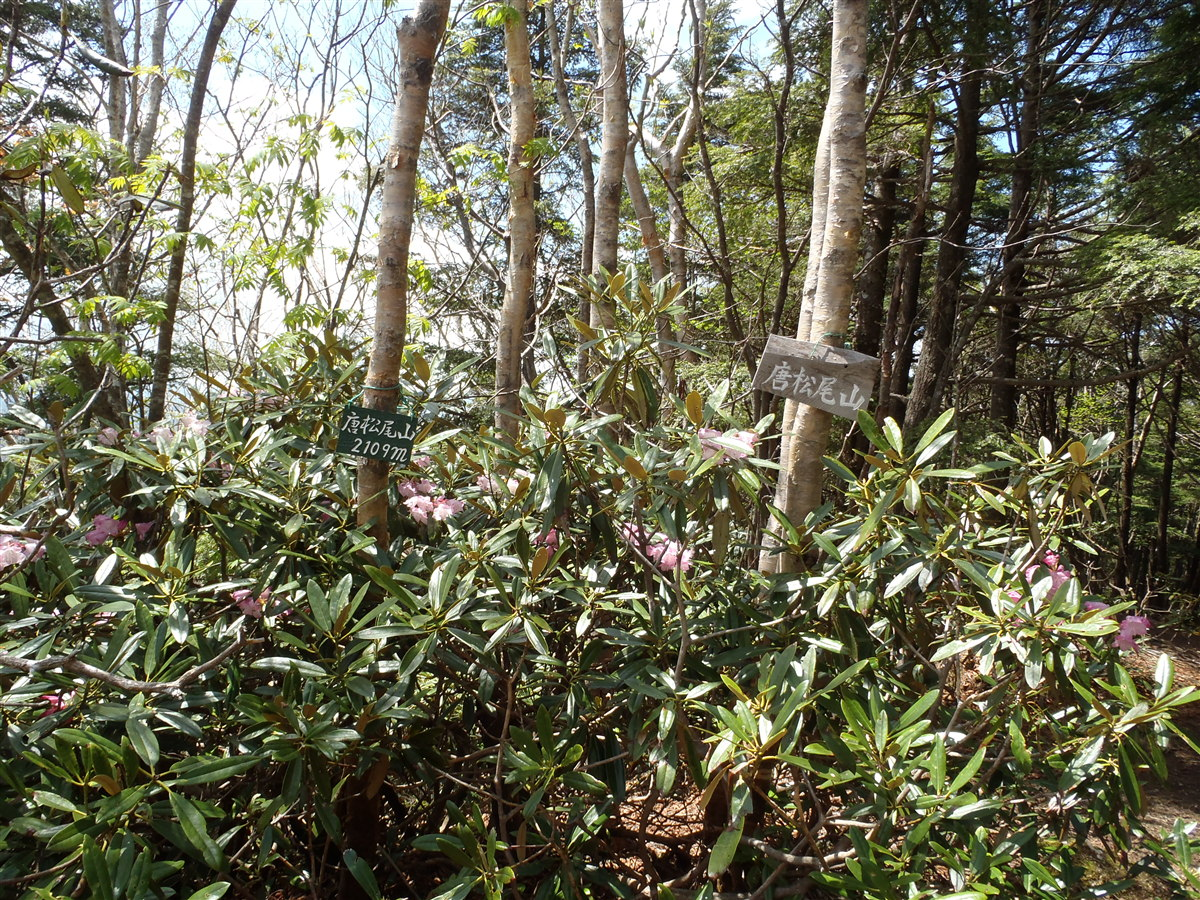
山頂（2012年）

なお、多摩川の集水域の最高峰である。

## 周辺にある小屋
- 将監小屋

## 隣接する山
- 雲取山
- 飛竜山（大洞山）
- 竜喰山
- 黒槐山（くろえんじゅやま）
- 笠取山